# MAN Lion's Intercity
De Lion's Intercity is een type semitouringcar, geproduceerd door de Duitse fabrikant MAN AG. Het type is leverbaar in een tweetal verschillende lengtes. De bus werd geïntroduceerd in 2015 als vervanger voor de MAN Lion's Star.
De bus voldoet aan de Nederlandse T100-norm. Dit houdt in dat alle zitplaatsen voorzien zijn van een veiligheidsgordel en er geen stastangen zijn gemonteerd. Hierdoor mag de bus op autowegen en autosnelwegen 100 km/h.

## Technische gegevens
| Type             | Intercity  | Intercity C |
| ---------------- | ---------- | ----------- |
| Lengte           | 12 280 mm  | 13 050 mm   |
| Breedte          | 2 550 mm   | 2 550 mm    |
| Zitplaatsen max. | 55         | 59          |
| Bagagevolume     | ca. 5,2 m³ | ca. 6,4 m³  |

## Inzetgebieden
In Nederland doet de Lion's Intercity onder andere dienst bij touringcarvervoerder Jan de Wit. Daarnaast wordt de bus veelal ingezet op het streekvervoer voor de langere afstanden.
| Bedrijf             | Type         | Aantal                      | Serie                | Inzet                             | Opmerking |
| België              | België       | België                      | België               | België                            | België |
| ------------------- | ------------ | --------------------------- | -------------------- | --------------------------------- | --- |
| Autobus Blaise      | Intercity    | 4                           | 501743-501745 501749 | TEC Express                       | |
| Autobus Blaise      | Intercity LE | 4                           | 501146-501149        | TEC Express                       | |
| Autobus Gohy        | Intercity C  | 1                           | 500627               | TEC Express                       | Voormalig Cars de Polder 1578 |
| Autobus Gohy        | Intercity C  | 1                           | 501853               | TEC Express                       | Was in 2023 tijdelijk gehuurd van Cars de Polder                                                                                  |
| Autobus Gohy        | Intercity LE | 3                           | 500660 501857-501858 | TEC Express                       | |
| Autobus Latour      | Intercity C  | 2                           | 420886 - 420887      | TEC Express                       | Buiten dienst" Voormalig Albion Tours                                                                                             |
| Autobus Latour      | Intercity    | 420886-420887 420890-420891 | 4                    | TEC Express                       | |
| Autobus Latour      | Intercity C  | 420890-420891               | 2                    | TEC Express                       | Gehuurd van Cars De Polder van oktober 2020 tot januari 2021                                                                      |
| Autobus Latour      | Intercity LE | 4                           | 420293-420296        | TEC Express                       | |
| Cars De Polder      | Intercity C  | 1                           | 1558                 | Tourvervoer en versterkingsritten | Was tijdelijk verhuurd aan Autobus Latour en Autobus Gohy                                                                         |
| Cars De Polder      | Intercity C  | 1                           | 1558                 | Tourvervoer en versterkingsritten | Reed tijdelijk onder contract voor Autobus Latour van oktober 2020 tot januari 2021 Is in december 2021 verkocht aan Autobus Gohy |
| Luxemburg           |              |                             |                      |                                   | |
| ALLTRA              | Intercity    | 1                           | AT7777               | Streekvervoer                     | |
| A.S. Tours          | Intercity    | 1                           | AS4040               | Streekvervoer                     | |
| Autocars Altmann    | Intercity    | 1                           | AV2000               | Streekvervoer                     | |
| Autocars Meyers     | Intercity    | 1                           | AM5506               | Streekvervoer                     | |
| Autocars Zenners    | Intercity    | 2                           | FP9968 WX5864        | Streekvervoer                     | |
| Demy Schandeler     | Intercity C  | 9                           | DC4362-????          | Streekvervoer                     | |
| Voyages Huberty     | Intercity    | 1                           | HU3024               | Streekvervoer                     | |
| Voyages Sales Lentz | Intercity    | 3                           | SL3518 - ????        | Streekvervoer                     | |
| Voyages Stephany    | Intercity    | 1                           | VS3061               | Streekvervoer                     | |
| Nederland           |              |                             |                      |                                   | |
| IJsseltours         | Intercity    | 1                           | 102                  | Streekvervoer                     | |
| Jan de Wit          | Intercity    | 2                           | 383-384              | Tourvervoer                       | |
| Met en Co           | Intercity    | 2                           | 70-BKK-4, 71-BKK-4   | Pendelvervoer rond Schiphol       | |